# 訃報 2012年2月
訃報 2012年2月（ふほう 2012ねん2がつ）では、2012年2月に物故した、又は物故が報じられた人物についてまとめる。

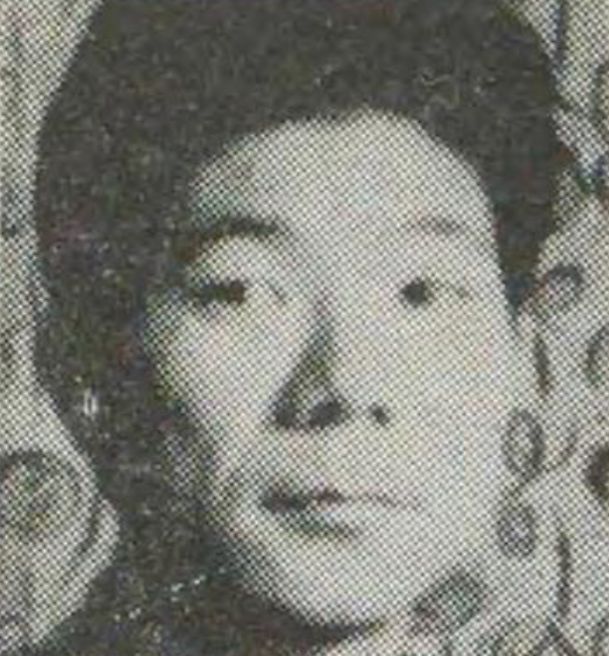
左右田一平／2月10日没

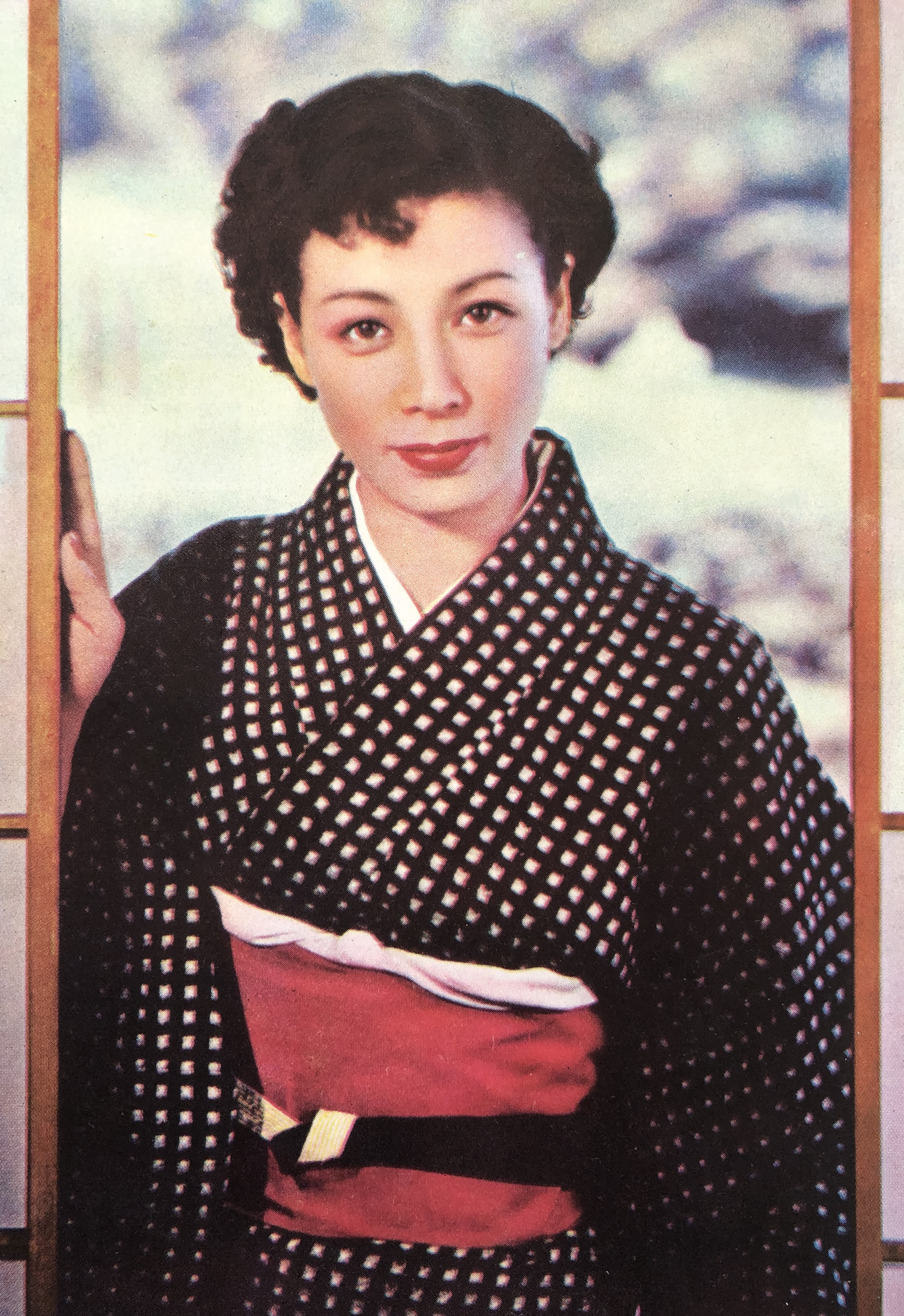
淡島千景／2月16日没

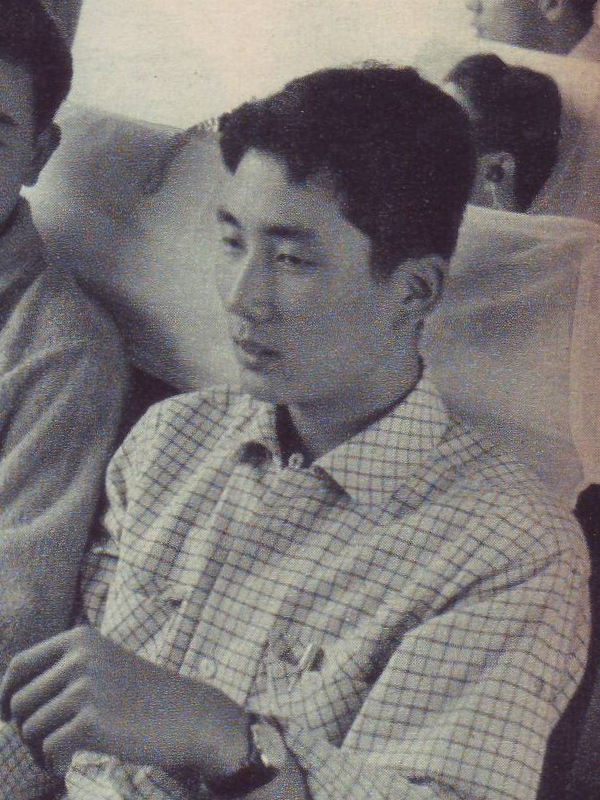
河村保彦／2月21日没

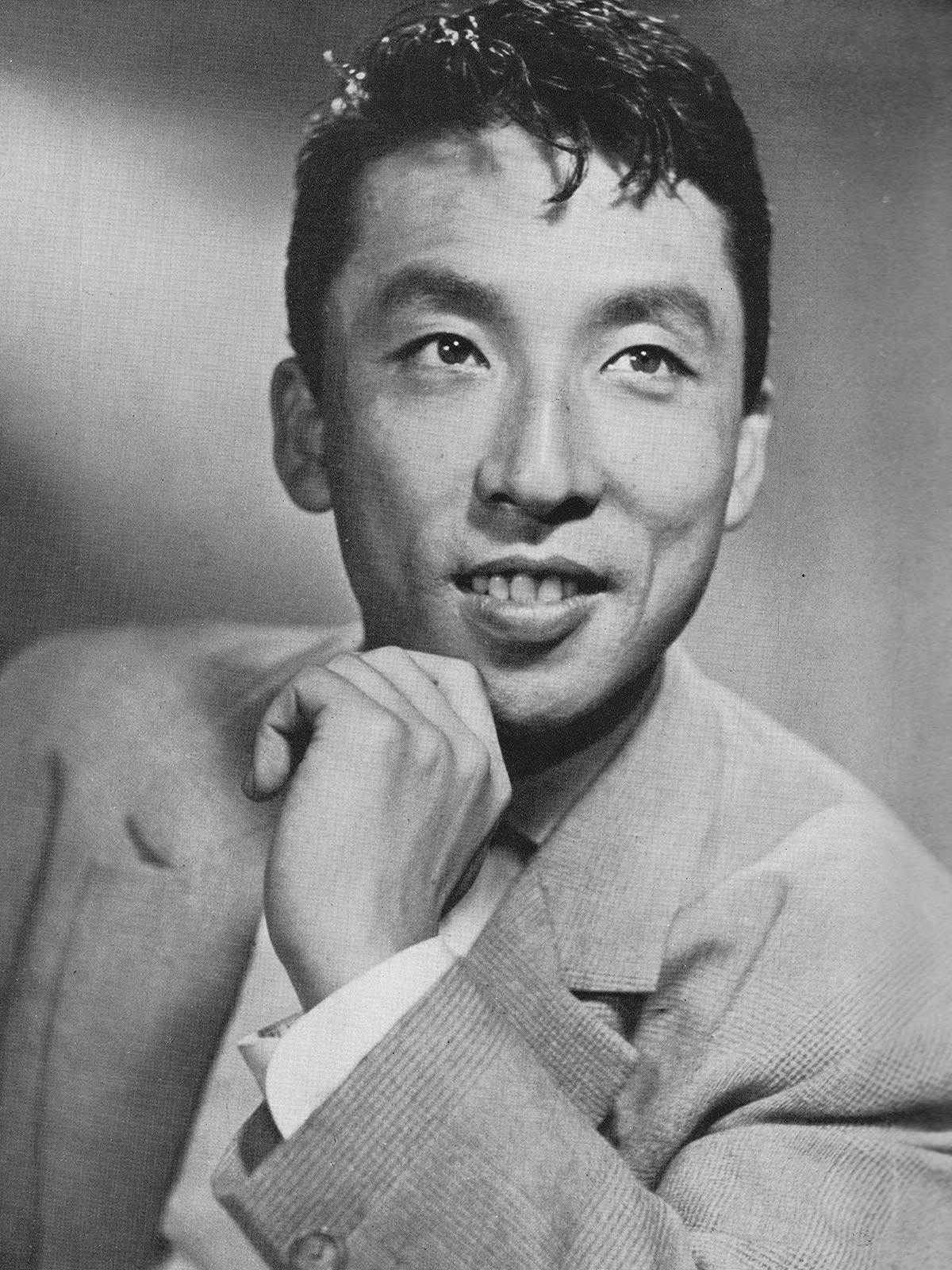
四世中村雀右衛門／2月23日没

## 1日 - 15日
- 2月1日 - 小沢正吉、日本の実業家、元トーメン副社長（* 1919年?）[1]
- 2月1日 - アンジェロ・ダンディー（英語: Angelo Dundee）、アメリカ合衆国のボクシングトレーナー（* 1921年）[2]
- 2月1日 - ゲルハルト・ボッセ、ドイツの指揮者、ヴァイオリニスト（* 1922年）[3]
- 2月1日 - ヴィスワヴァ・シンボルスカ、ポーランドの詩人（* 1923年）[4]
- 2月1日 - 三好英一、日本の実業家、元住友商事副社長（* 1928年?）[5]
- 2月1日 - 大谷泰司、日本の元プロ野球審判（* 1932年）[6]
- 2月1日 - 松本栄一、日本の実業家、元JSR社長（* 1936年?）[7]
- 2月1日 - インゴルフ・モルク、ノルウェーのノルディックスキージャンプ元選手（* 1947年）[8]
- 2月2日 - ドロシー・ギルマン、アメリカ合衆国の推理小説作家（* 1923年）[9]
- 2月2日 - 村岡二郎、日本の裁判官、東京高等裁判所総括判事（* 1926年）[10]
- 2月2日 - 石田勝心、日本の映画監督（* 1932年）[11]
- 2月3日 - ジョン・クリストファー、イギリスの児童文学者（* 1922年）[12]
- 2月3日 - 桟熊獅、日本の政治家、元長崎県佐世保市長（* 1923年）[13]
- 2月3日 - 真貝光一、日本の実業家、元共同石油取締役（* 1929年?）[14]
- 2月3日 - ベン・ギャザラ、アメリカ合衆国の俳優（* 1930年）[15]
- 2月3日 - 大久保勲、日本の実業家、元日本電設工業取締役（* 1931年?）[16]
- 2月3日 - 橋本治、日本の物理学者、東北大学教授（* 1947年?）[17]
- 2月3日 - スティーヴ・アップルトン（英語: Steve Appleton）、アメリカ合衆国の実業家、マイクロン・テクノロジCEO・会長（* 1960年）[18]
- 2月4日 - フローレンス・グリーン（英語: Florence Green）、大英帝国空軍女性部隊元隊員、第1次世界大戦従軍者最後の生存者（* 1901年）[19]
- 2月4日 - 西村八知、日本の実業家、軽井沢ルヴァン美術館館長（* 1921年）[20]
- 2月4日 - 芦野宏、日本のシャンソン歌手（* 1924年）[21]
- 2月4日 - 窪田満夫、日本の実業家、元日本配合飼料取締役（* 1936年?）[22]
- 2月5日 - 秋山一郎、日本の経済学者、神戸大学名誉教授（* 1925年?）[23]
- 2月5日 - 舟久保熙康、日本の工学者、東京大学名誉教授（* 1926年?）[24]
- 2月5日 - 芳野満彦、日本の登山家（* 1931年）[25]
- 2月5日 - 土井陽子、日本の劇作家（* 1934年）[26]
- 2月6日 - 茂木七左衞門、日本の実業家、キッコーマン専務（* 1907年）[27]
- 2月6日 - 重松逸造、日本の医学者（* 1917年）[28]
- 2月6日 - 石元泰博、日本の写真家（* 1921年）[29]
- 2月6日 - アントニ・タピエス、スペインの現代芸術家（* 1923年）[30]
- 2月6日 - 藤田恒夫、日本の解剖学者、内分泌学者、新潟大学名誉教授（* 1929年）[31]
- 2月6日 - 不破孝一、日本の実業家、BS日本社長（* 1937年）[32]
- 2月6日 - 谷口幸治、日本の政治家、愛知県尾張旭市長（* 1944年）[33]
- 2月6日 - ジャニス・E・ヴォス、アメリカ合衆国の宇宙飛行士（* 1956年）[34]
- 2月6日 - 齊藤隆、日本の政治家、千葉県山武郡横芝光町町長（* 1964年）[35]
- 2月7日 - 山田緑光、日本の俳人（* 1917年）[36]
- 2月7日 - 広瀬鎌二、日本の建築学者、東京都市大学名誉教授（* 1922年?）[37]
- 2月7日 - 利光一夫、日本の実業家、元日本交通公社副社長（* 1924年?）[38]
- 2月7日 - 対馬孝且、日本の政治家、元日本社会党参議院議員（* 1925年）[39]
- 2月7日 - ドヴィ・エルリー、フランスのヴァイオリニスト（* 1928年）[40]
- 2月7日 - 友田喜夫、日本の実業家、フタムラ化学社長（* 1938年?）[41]
- 2月7日 - 千石正一、日本の動物学者（* 1949年）[42]
- 2月8日 - 八木福次郎、日本の実業家、日本古書通信社前社長（* 1915年）[43]
- 2月8日 - 宮崎角治、日本の政治家、元公明党衆議院議員（* 1928年）[44]
- 2月8日 - 小林治巳、日本の実業家、元第一証券副社長（* 1933年?）[45]
- 2月8日 - 石川両一、日本の経済学者、龍谷大学教授（* 1948年?）[46]
- 2月9日 - 梶原清、日本の政治家、運輸官僚、元自由民主党参議院議員、元運輸省自動車局長（* 1921年）[47]
- 2月9日 - ジョン・ヒック、イギリスの宗教哲学者、神学者（* 1922年）[48]
- 2月9日 - 安藤博仁、日本の実業家、松本信用金庫理事長（* 1938年）[49]
- 2月9日 - 布川徹郎、日本の映画監督、ドキュメンタリーディレクター（* 1942年）[50]
- 2月9日 - 大平シロー、日本の喜劇役者、芸人、お笑いタレント、放送作家（* 1956年）[51]
- 2月10日 - 渡辺文夫、日本の実業家、元東京海上火災保険社長、元日本航空会長（* 1917年?）[52]
- 2月10日 - 平田正蔵、日本の実業家、元福岡放送社長（* 1929年）[53]
- 2月10日 - 左右田一平、日本の俳優（* 1930年）[54]
- 2月11日 - 館龍一郎、日本の経済学者（* 1921年）[55]
- 2月11日 - 近衛通隆、日本の歴史学者（* 1922年）[56]
- 2月11日 - 永瀬洋治、日本の政治家、元埼玉県川口市長（* 1931年）[57]
- 2月11日 - 石井昇、日本の医学者、元神戸大学教授（* 1947年?）[58]
- 2月11日 - ホイットニー・ヒューストン、アメリカ合衆国の歌手（* 1963年）[59]
- 2月12日 - 磯邊律男、日本の大蔵官僚、実業家（* 1922年）[60]
- 2月12日 - デイビッド・ケリー、アイルランドの俳優（* 1929年）[61]
- 2月13日 - リリアン・バスマン、アメリカ合衆国の女性写真家、画家、イラストレーター（* 1917年）[62]
- 2月13日 - 三﨑千恵子、日本の映画女優（* 1920年【戸籍上は1921年】）[63]
- 2月13日 - 藤野正三郎、日本の経済学者、一橋大名誉教授（* 1927年）[64]
- 2月13日 - フレディー・ソロモン（英語: Freddie Solomon）、NFL選手（* 1953年）[65]
- 2月13日 - 久島海啓太、日本の元大相撲力士、田子ノ浦親方（* 1965年）[66]
- 2月13日 - 水田皓規、元ポリグラム代表取締役社長（* 1938年）
- 2月14日 - 長尾栄一、日本の医学者、元筑波大学教授（* 1931年）[67]
- 2月14日 - 針木康雄、日本の経営評論家、雑誌『経営塾』主宰（* 1931年）[68]
- 2月14日 - マイク・ベルナルド、南アフリカ共和国出身の元キックボクサー、元プロボクサー（* 1969年）[69]
- 2月15日 - 及川勉、日本の競馬記者（トラックマン）（*1948年）[70]
- 2月15日 - 正司トキオ、日本のお笑い芸人、声優（*1948年?）[71]

## 16日 - 29日
- 2月16日 - 町田博、日本の実業家、元日本勧業角丸証券副社長（* 1922年?）[72]
- 2月16日 - 淡島千景、日本の女優、元宝塚歌劇団俳優（* 1924年）[73]
- 2月16日 - ゲイリー・カーター、アメリカ合衆国の元野球選手【モントリオール・エクスポズ、ニューヨーク・メッツほか所属】、野球殿堂入りした捕手（* 1954年）[74]
- 2月16日 - 三船正俊、プロ野球選手（* 1931年）
- 2月17日 - 白石白雲斎、日本の竹芸家（* 1918年）[75]
- 2月17日 - 尾崎晃、日本の工学者、北海道大学名誉教授（* 1919年）[76]
- 2月17日 - 奥中惇夫、日本の映画監督（* 1930年）[77]
- 2月17日 - マイケル・デイヴィス（英語: Michael Davis）、アメリカ合衆国のベーシスト、元MC5他（* 1943年）[78]
- 2月17日 - 芳野嶺元志、日本の元大相撲力士（* 1931年）[79]
- 2月18日 - 坂本貞雄、日本の政治家、元東京都三鷹市長、元革新市長会参与（* 1918年）[80]
- 2月18日 - 庄野直美、日本の物理学者、広島女学院大学名誉教授（* 1925年）[81]
- 2月18日 - 塘賢二郎、日本の物理学者、大阪府立大学名誉教授（* 1925年）[82]
- 2月18日 - 内池慶四郎、日本の法学者、慶応大学名誉教授（* 1932年）[83]
- 2月18日 - 川島忠雄、日本の工学者、東京電機大学名誉教授（* 1934年?）[84]
- 2月18日 - 望月信二、日本のバレーボール指導者、松下電器バレーボール部元監督（* 1944年）[85]
- 2月19日 - レナート・ドゥルベッコ、イタリア出身のウイルス学者、1975年度ノーベル生理学・医学賞受賞者（* 1914年）[86]
- 2月19日 - 馬淵秀夫、日本の実業家、元三菱商事副社長、元日本酸素社長（* 1919年?）[87]
- 2月19日 - 萩原定次郎、日本の政治家、元埼玉県富士見市長（* 1921年）[88]
- 2月19日 - 井上泰幸、日本の特撮映画美術監督（* 1922年）[89]
- 2月19日 - 徐萬述、朝鮮民主主義人民共和国出身（在日朝鮮人）の活動家、在日本朝鮮人総聯合会（朝鮮総連）中央常任委員会議長（* 1924年?）[90]
- 2月19日 - 植竹繁雄、日本の政治家、元自由民主党衆議院議員（* 1930年）[91]
- 2月20日 - 長谷川政子、日本の画家（* 1913年）[92]
- 2月20日 - 高田信昭、日本の政治家、元滋賀県守山市長（* 1921年）[93]
- 2月20日 - ヴィタリー・ウォロトニコフ、ロシア（旧ソ連）の政治家、元ロシア共和国首相（* 1926年）[94]
- 2月20日 - 河野仁昭、日本の詩人（* 1929年）[95]
- 2月20日 - 島村慎市郎、日本の政治家、元埼玉県越谷市長（* 1935年?）[96]
- 2月21日 - 福王寺法林、日本の画家（* 1920年）[97]
- 2月21日 - 酒井貞行、日本の実業家、元安田信託銀行副社長（* 1921年?）[98]
- 2月21日 - 松井旭、日本の政治家、元千葉市長（* 1924年）[99]
- 2月21日 - 三浦武雄、日本の実業家、元日立製作所副社長（* 1926年）[100][101]
- 2月21日 - 河村保彦、日本の元プロ野球選手【中日ドラゴンズ所属】（* 1940年）[102]
- 2月22日 - 八木敏雄、日本のアメリカ文学者、成城大学名誉教授（* 1930年）[103]
- 2月22日 - 清水曙美、日本の脚本家（* 1940年）[104]
- 2月22日 - 北公次、日本の歌手、フォーリーブスメンバー（* 1949年）[105]
- 2月22日 - メリー・コルヴィン、アメリカ合衆国のジャーナリスト、サンデー・タイムズ紙記者（* 1956年）[106]
- 2月22日 - 栗林政博、日本の実業家、アインファーマシーズ取締役、アインメディカルシステムズ社長（* 1959年）[107]
- 2月22日 - レミ・オシュリク（英語: Rémi Ochlik）、フランスのフォト・ジャーナリスト（* 1983年）[106]
- 2月23日 - 柿坪精吾、日本の実業家、元日東紡社長（* 1916年?）[108]
- 2月23日 - 四世中村雀右衛門、日本の歌舞伎役者（* 1920年）[109]
- 2月23日 - 篠永善雄、日本の政治家、元愛媛県伊予三島市長（* 1927年）[110]
- 2月23日 - 田中美一、日本の元アマチュア野球審判員、日本野球連盟参与（* 1937年）[111]
- 2月23日 - 堀井冨司夫、日本の実業家、アジア航測取締役相談役（* 1947年?）[112]
- 2月24日 - 大町利夫、日本の実業家、元土佐電気鉄道社長（* 1927年?）[113]
- 2月24日 - 小川正、日本の教育学者、関西大学名誉教授（* 1931年）[114]
- 2月25日 - モーリス・アンドレ、フランスのトランペット奏者（* 1933年）[115]
- 2月26日 - 鷲尾悦也、日本の労働運動家、日本労働組合総連合会元会長、日本社会事業大学理事長（* 1938年）[116]
- 2月26日 - 米田一典、日本のバレーボール指導者、女子バレーボール日本代表元監督（* 1950年）[117]
- 2月27日 - 立原りゅう、日本の脚本家（* 1922年）[118]
- 2月27日 - 藤平伸、日本の陶芸家、京都市立芸術大学名誉教授（* 1922年）[119]
- 2月27日 - 高松吉郎、日本の数学者、金沢大学名誉教授（* 1923年）[120]
- 2月27日 - 服部力、日本の元プロ野球選手、近鉄パールスの投手、元法政大学野球部監督（* 1923年）[121]
- 2月27日 - 杉山憲夫、日本の政治家、元衆議院議員（* 1930年）[122]
- 2月27日 - 宇治みさ子、日本の華道家、女優（* 1932年）[123]
- 2月27日 - 鈴木重晴、日本の元陸上競技選手、メルボルン五輪代表、早稲田大学競走部監督（* 1933年）[124]
- 2月27日 - 江川潤、日本の政治学者、中央大学名誉教授（* 1934年）[125]
- 2月27日 - 金井照久、日本の財務官僚（* 1948年）[126]
- 2月28日 - 青葉笙子、日本の歌手（* 1918年）[127]
- 2月28日 - 佐藤和雄、日本の実業家、元佐藤工業副社長（* 1918年?）[128]
- 2月28日 - 山下俊彦、日本の実業家、松下電器産業（現：パナソニック）元社長（* 1919年）[129]
- 2月28日 - 楢崎弥之助、日本の政治家、元衆議院議員（* 1920年）[130]
- 2月28日 - 中村美代子、日本の舞台俳優（* 1924年）[131]
- 2月28日 - 泉大助、日本のタレント、テレビ番組司会者（* 1927年）[132]
- 2月28日 - 河原宏、日本の政治学者、早稲田大学政治経済学部名誉教授（* 1928年）[133]
- 2月29日 - 岩﨑福三、日本の実業家、岩崎産業グループ総帥（* 1925年）[134]
- 2月29日 - デイビー・ジョーンズ、イギリスの歌手、俳優、ザ・モンキーズのメンバー（* 1945年）[135]